# 川越茂
川越茂（日语：川越 茂/かわごえ しげる，1881年1月14日—1969年12月10日），是日本外交官，曾担任日本驻中华民国大使。

## 生平
1881年，出生于宫崎县。1908年，毕业于日本帝国大学。
1920年，任外务省亚洲司勤务。1921年，任外务省亚洲司第三课长。1925年，任驻吉林总领事。1929年，任驻青岛总领事。1932年，任驻伪满洲国大使馆参赞。1933年，任驻广州总领事。1934年，任駐天津總領事。1936年，任驻华大使。1938年，任外务省顾问。
1945年，被列为战犯。1969年，死亡。